# Gullbergsbrohemmet

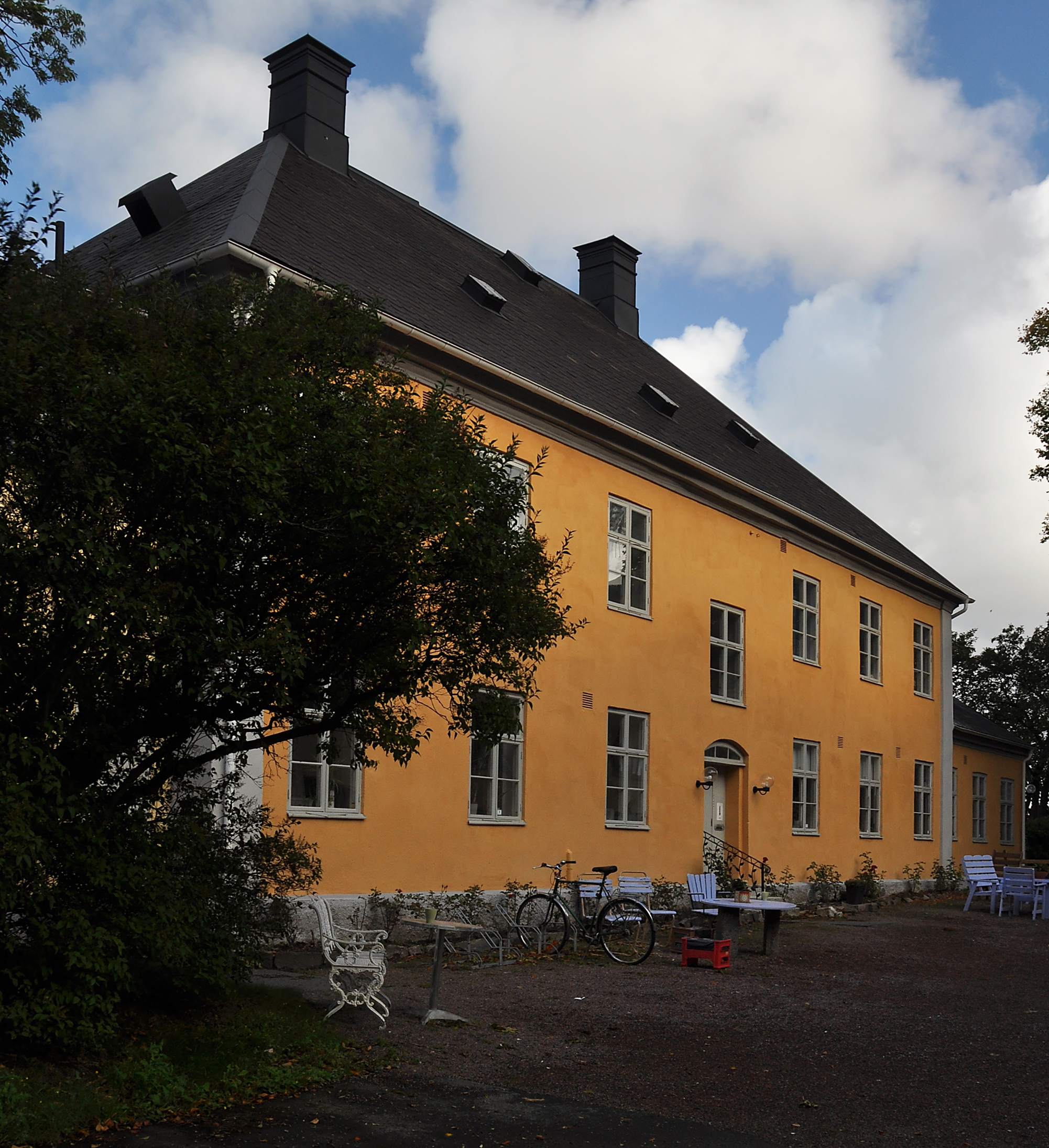
Gatuhuset sett från gården.

Gulbergsbrohemmet, beläget vid Svingeln i stadsdelen Stampen i Göteborg, är det gamla tukt- och spinnhuset från år 1742. Husen har sedan 1909 kallats för Gullbergsbrohemmet. De har adress Garverigatan 2 och är belägna i 20:e kvarteret Halmstad med fastighetsbeteckning Stampen 20:2. Higab AB är fastighetsägare sedan 1991. Det utfördes en både utvändig och invändig renovering av husen 1995. Den 12 november 2010 blev byggnaderna byggnadsminne.
Huvudbyggnaden är närmare 1 500 kvadratmeter och gårdsbyggnaderna är 928 kvadratmeter. Gullbergsbrohemmet består av några av Göteborgs äldsta hus och har ett av de få i Göteborgs ytterstad från mitten av 1700-talet. Husets entré med sitt stengolv, några rum i ursprunglig storlek och äldre snickerier är speciellt värdefulla delar i huvudbyggnaden och har yngre paneler från barnhemstiden. Från fängelsetiden finns dörrar bevarade i huvudbyggnaden och i en passage genom gårdshusets källarvåning. Huvudbyggnaden är en tvåvånings putsad stenbyggnad med ett brant valmat skiffertak, en profilerad taklist och fönstren jämnt fördelade över fasaden.
Man kan läsa följande om Gullbergsbrohemmets kulturhistoriska värde: 
| ”                                                 | Anläggningen som helhet har ett mycket högt kulturhistoriskt värde. Huvudbyggnaden är särskilt värdefull från arkitekturhistoriskt synpunkt eftersom den är en av de få bevarade 1700-talsbyggnaderna i Göteborg och ett intressant exempel på arkitekten B. W. Carlbergs verk. Som f. d. "spinnhus" och "kvinnofängelse" och "spädbarnshem" har miljön också ett stort socialhistoriskt värde. | „ |
| Kulturhistoriskt värdefull bebyggelse i Göteborg. | |   |

## Historia

### Förhistoria under 1600-talet
År 1698 utfärdades en stadga mot lösdriveri. I samband med detta föreslogs att arbetshus, eller spinn- och rasphus, skulle inrättas i alla residensstäder. Rasphus och spinnhus var arbetshus för tiggare, lösdrivare och "vanartig ungdom" enligt denna stadga. På 1600-talet uppfördes en byggnad på fastigheten Burggrevelyckan. En burggreve var den högste juridiske och militäre ämbetsmannen i staden.
Spinnhusen uppfördes som ett slags tvångsarbetsanstalter där de intagna var lösdrivare av båda könen. År 1735 kom en förordning från Kungl. Maj:t om att upprätta en s.k. nationell rasp- och spinnhusfond. Spinnhusfonden upptogs från avgifter från överflödsvaror som te, kaffe och ostron. År 1740 uppfördes spinnhuset och en gårdsbyggnad vid Stampen efter ritningar av arkitekt Bengt Wilhelm Carlberg. Officiellt skulle spinnhusets arbetskraft vara till nytta för stadens klädfabrikanter.

### Tukt- och spinnhus från 1740-talet
Eftersom byggnaden var förfallen och i dåligt skick revs Burggrevelyckan och skulle ersättas med ett kombinerat tukt- och spinnhus. Det var resultatet av ett politiskt beslut där riksdagen 1735 bestämde, att i varje län skulle inrätta ett spinnhus. Spinnhus var benämningen på de kvinnofängelser där lösdrivande kvinnor placerades och fick spinna garn. Tukthus var straff- eller tvångsarbetsanstalter. Inrättningen skulle ställas under kommerskollegiets förvaltning.

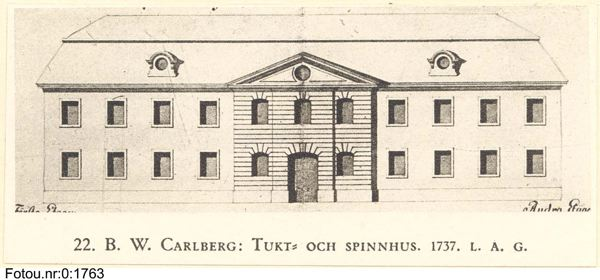
Ursprungligt förslag till "Tukt- och spinnhus", ritning av Bengt Wilhelm Carlberg, 1737. Göteborgs stadsmuseums bildsamling.

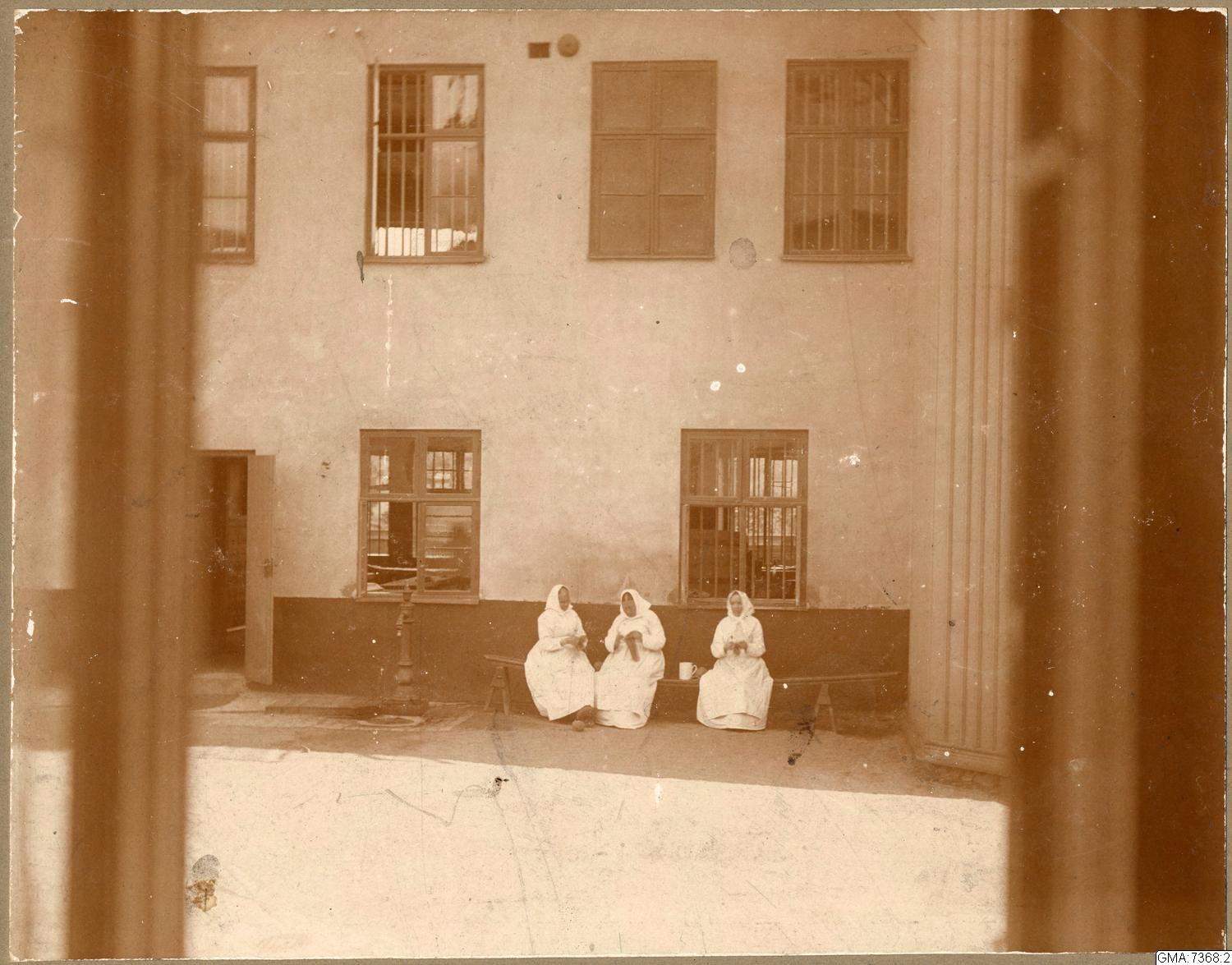
Interner på gården. Foto omkring 1900.

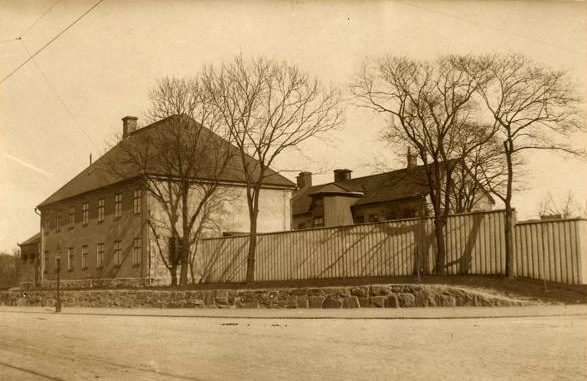
Exteriör 1916.

Det behövdes en byggnad för detta ändamål och uppdraget gick till fortifikationsöversten Bengt Wilhelm Carlsberg. Under åren 1727–1775 var han stadsingenjör och ledde byggandet i den växande staden Göteborg. Redan 1737 hade Carlberg fått i uppdrag att rita en större, helt och hållet ny byggnad. I oktober detta år framlade han nämligen sin "dessein till et tukt- och spinnhus för 250 personer utom vakt och betjäning", avsett för hela Götaland.
Projektet var dock för kostsamt för spinnhusfonden - hela denna byggnadsfråga sorterade under Kommerskollegium. Särskilt fördyrande var det förhållandet, att "grunden i Göteborg med omnejd var så lös". Dessutom beslöts vid påföljande riksdag, att huset endast skulle avses för länet och kassan tillät dessutom inget annat byggnadsmaterial än trä.
I februari 1740 hade Carlberg utfört en annan och, som han själv ansåg, "sämbre" ritning till ett tvåvånings stenhus, som efter vissa ändringar blev godkänd. Carlberg undertecknade sina slutliga ritningar den 3 mars 1740. Sedan man funderat på Bödelslyckan och åkern vid Fattighuset såsom lämpliga tomter, föreslog Carlberg en plats på Burggrevelyckan, "på det låga berget utmed landsvägen sydost ifrån skansen Västgöta lejon på stadens grund". Den äldre brodern Johan Eberhard Carlberg, som fått projektet sig förelagt bland annat i egenskap av spinnhusinspektör i Stockholm, fann platsen "god och sund."
Carlbergs ursprungsplan innehöll för första våningen "en förstuga med trappa till andra våningen - Inspektorens rum - Magasin för ull och lin - Rum för spunnet garn - Kök med inmurad kopparkittel, visthus - Rum för 2 kokerskor och 2 tvätterskor - Rum för vaktmästare - Spinnmästarens rum." På andra våningen fanns: "Förstuga med trappa till vinden - Två arbetsrum, vardera för 14 personer - Två arbetsrum för vardera 8 personer - Stor sal, där arbetsfolken spisa middag och afton - I samma rum predikas på sön- och högtidsdagar samt göres bön morgon och afton." Totalt kunde 44 stycken "hjon" inhysas.
Bengt Wilhelm Carlberg - som åtagit sig entreprenaden - överlämnade den till murmästare J.S. Rancke. Denne åtog sig också den senare beslutade flygeln, ett envånings stenhus som lades bakom och parallellt med huvudbyggnaden. Två friliggande mindre flyglar var dessutom planerade enligt Carlbergs tomtkarta från den 27 april 1742. Både stora och lilla stenhuset avsynades under september-oktober 1742.
Från början utgjordes spinnhuset av två byggnader, den ena avsedd för fångarna och bevakning, den andra som bak- och bryggstuga. Här spärrades kvinnor in som brutit mot lagen och som inte fällts för så grova brott att de måste hållas i fängelset vid Sillgatan. Men även "man- och kvinnfolk som emot tjänstehjonsförordningen voro lösa och lediga, samt friska och föra tiggare, som till spinn-, kard- eller skrubbände tjäna kunde -- på det att de måtte komma att göra gagn, i stället för att de eljest fördrevo tiden i lösaktighet, självsvåld, lättja och laster." Anstaltens första inspektor var Johan Adolf Greiffe, som miste sin tjänst när Peter Bagge "med medintressenter" arrenderade spinnhuset på tio år.
Spinnhuset var ett stenhus med putsade fasader i två våningar och med ett högt valmat skiffertak. Här fanns kök, visthus, två magasin och tjänstebostäder i bottenvåningen samt fyra arbetsrum för arbetshjonen. Arbetsrummen fungerade också som sovsalar. Dessutom fanns i övervåningen en predikosal, som även fungerade som matsal. Gårdsbyggnaden innehöll bland annat bagarbod, brygg- och tvätthus samt sjukstuga.
År 1751 utsågs handelsmannen Peter Bagge till föreståndare för spinnhuset av magistraten i Göteborg, då vid spinnhuset ringa arbete verkställdes och husets upprätthållande medförde dryg kostnad, vida över vad spinnhusfonden kunde betäcka, ansåge kollegium bäst, om inrättningen kunde på entreprenad till någon privat man upplåtas. Bagge beslöt sig för att ägna sig åt fåravel, ett så kallat schäferi, och på sommaren 1754 anlände till Göteborg 43 baggar och 55 tackor. Högkvalitativ ull tvingades man annars att importera. Genom en skrivelse till Hallrätten 1754 med ullprover från bland annat "... de med skeppet Lovisa för handlanden P. Bagges räkning i juni månad, inkomna och genom auktion, försålda spanska får ...", auktaliserades hans verksamhet. Ullen från dessa spanska får betingade ett pris av 96 daler silvermynt per lispund för otvättad och osorterad ull. Detta var bättre betalt än för andra ullkvaliteter. Spinnhuset blev därmed till viss del självförsörjande på ull.
Enligt kunglig resolution den 10 september 1771, så övertogs inrättningen 1773 av staden, och på 1860-talet blev anstalten fängelse uteslutande för kvinnor. År 1910 öppnade staden här ett hem för mödrar med spädbarn som kommit från Gibraltar Fattigvårds- och Försörjningsanstalt.
Omkring 1790 tillhörde området fabriqueuren Bauers ägor. Öster om, vid Gullbergsån, låg ett fabriksområde med garverier. I hörnet av nuvarande Garverigatan och Friggagatan låg i början på 1800-talet landeriet Fredriksdal eller Oscarsdal, och på andra sidan "Friggagatan" låg en begravningsplats för fångar och soldater.

### Om- och tillbyggnader

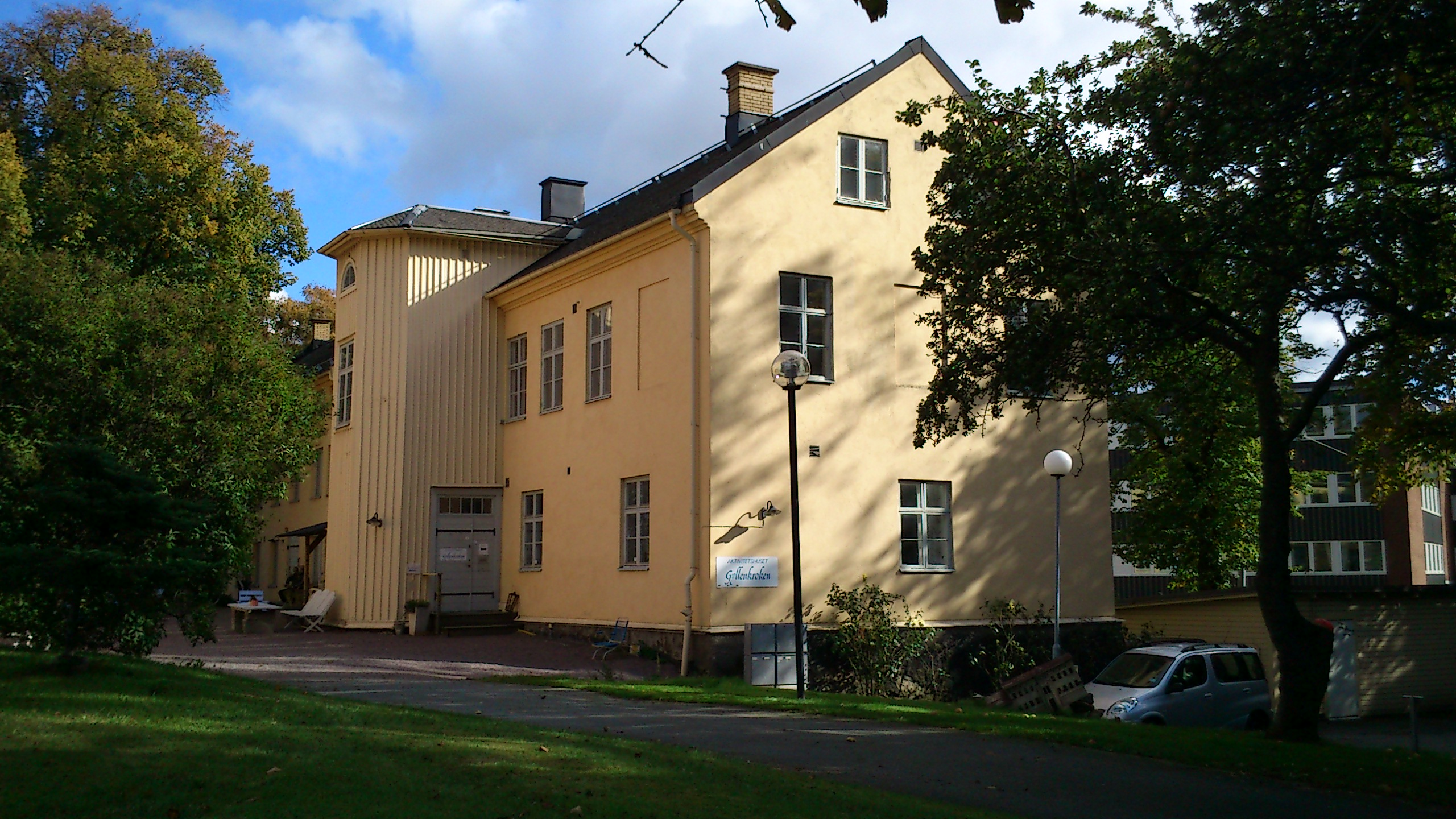
Gullbergsbrohemmets gårdshus, 2012.

År 1833 byggdes gårdsbyggnaden på med ytterligare en våning. Det fanns även förslag på att komplettera gatuhuset med ännu ett plan i början på 1840-talet. Dessa förslag, som ritades av Heinrich Kaufmann, kom dock aldrig att utföras. Under andra halvan av 1800-talet och i början av 1900-talet genomfördes flera om- och tillbyggnader. Bland annat förlängdes gårdshuset 1896 åt öster med en flygel, som innehöll 60 nattceller.
Efter ritning av arkitekterna Arvid Bjerke och R.O. Swensson genomfördes en inre ombyggnad 1916. Flera rum inreddes med träpanel och planen ändrades delvis. En tillbyggnad av trä med veranda på det övre planet utfördes på den södra gaveln. På grund av gatubreddning, togs samtidigt en del av trädgården mot gatan bort och nya plank sattes upp.

### Spinnhuset blir fängelse för kvinnor
Spinnhuset var från början anpassat för både kvinnor och män, men från 1830 fanns här bara det ”täcka könet”. Om det i mitten på 1800-talet främst var ”försvarslösa” kvinnor som vistades på Spinnhuset, så förändrades detta radikalt i juni 1867. Då började spinnhuset att användas för kvinnor som dömts till straffarbete. Spinnhuset i Göteborg byggdes aldrig om till cellfängelse som många andra fängelser på 1820-talet.
Den 7 mars 1835 utfärdades en instruktion för verksamheten, där det om föreståndarens åtaganden i punkten 1 sägs: "Att, i enlighet med gällande Författningar, utfärdade Reglementen och serskildt erhållne föreskrifter från Styrelsen öfwer Fängelser och Arbets-Inrättningar i Riket, förwalta Inrättningen, samt hålla hand öfwer den inre ordningen och arbetet, så att Fångarne med flit, stillhet och noggranhet fullgöra hwad dem, enligt fastställd arbetsordning, blifwa anbefaldt."
Från 1895 blev huset straffanstalt för alla landets kvinnliga fångar, vilka dömts till mer än fyra års straffarbete. Denna verksamhet upphörde 1908, då Göteborgs Stad köpte fastigheten av den statliga Fångvårdsstyrelsen för 134 000 kronor. Några av internerna flyttades då till ett nytt länsfängelse för kvinnor i Växjö och andra flyttades till fängelset i Landskrona. Istället skapade man här ett hem för unga ensamstående mödrar med späda barn. Det var då Gullbergsbrohemmet fick sitt nuvarande namn. Här fanns även utbildning för barnsköterskor. Verksamheten fanns kvar till 1969.

### Nuvarande verksamheter
Sedan 1995 hyr Stiftelsen Gyllenkroken Gårdshuset Garverigatan 2A och bedriver korttidsboende och aktivitetshus för målgruppen människor med psykiska funktionsnedsättningar. År 2008 övertog Stiftelsen Gyllenkroken även kontraktet för byggnaden mot Stampgatan, Garverigatan 2B och bedriver i dag 2014 verksamhet i båda byggnaderna.  
KFUM/KFUK hyrde lokalerna mellan 1981 och 2009, då man flyttade från "KFUM-borgen" på Parkgatan 9-11 - och bedrev vandrarhem varje sommar 1991-2009. År 2009 flyttade KFUM/KFUK till Vegagatan i Olivedal.